# Sarah Ann Schultz
Shiralee „Sarah“ Annette Schultz (* 21. Juni 1976) ist eine US-amerikanische Schauspielerin und Model.

## Leben
Schultz startete mit 16 Jahren ihre Modelkarriere. Mit 19 Jahren zog sie nach Los Angeles, um eine Schauspielkarriere zu verfolgen. Vom 31. August 2003 bis zum 1. Januar 2011 war sie mit dem Filmproduzenten Richard Salvatore verheiratet. Ihr Sohn ist der Kinderdarsteller Dominic Salvatore.
2003 gab sie ihr Spielfilmdebüt im Action-Krimi Den Of Lions. 2004 folgte eine Rolle im Comedy-Horrorfilm Joe Killionaire. In den folgenden Jahren hatte sie mehrere Nebenrollen in Filmen wie Shadow of Fear, End Game, 7-10 Split, Cleaner, Blonde Ambition oder The Way of War – Tag der Vergeltung. 2006 durfte sie in einer Episode der Fernsehserie Bones – Die Knochenjägerin mitwirken. Neuere Projekte waren 2011 eine Nebenrolle in The Hit List, 2012 in Soldiers of Fortune und 2014 in Tokarev – Die Vergangenheit stirbt niemals.

## Filmografie
- 2003: Den of Lions
- 2004: Skeleton Man (Fernsehfilm)
- 2004: The First Vampire: Don't Fall for the Devil's Illusions (Kurzfilm)
- 2004: Shadow of Fear
- 2004: Joe Killionaire
- 2005: Larva (Fernsehfilm)
- 2006: Bones – Die Knochenjägerin (Bones) (Fernsehserie, Episode 1x11)
- 2006: Final Move
- 2006: End Game
- 2006: Waitin' to Live
- 2007: 7-10 Split
- 2007: Cleaner
- 2007: Blonde Ambition
- 2009: The Way of War – Tag der Vergeltung (The Way of War)
- 2009: Lies & Illusions
- 2009: Wolvesbayne (Fernsehfilm)
- 2010: The Sword and the Sorcerer 2
- 2010: Locked Down
- 2011: The Hit List
- 2011: The River Murders
- 2011: Johnny's Gone
- 2012: Soldiers of Fortune
- 2014: Tokarev – Die Vergangenheit stirbt niemals (Rage)
- 2015: Black Beauty
- 2016: Restoration